# Кубок России по хоккею с мячом
Кубок России по хоккею с мячом — ежегодное соревнование для российских клубов по хоккею с мячом, проводимое Федерацией хоккея с мячом России.
Первый розыгрыш Кубка России прошёл в сезоне 1992/1993.
 Турнир в сезоне 1991/1992 — Кубок СНГ .
С 2013 года победитель (финалист) Кубка России принимает участие в матче за Суперкубок России.
Розыгрыши Кубка СССР по хоккею с мячом проводились (с перерывами) с 1937 года по 1991 год в 1937—1941 годах, 1945—1954 годах и с 1983 года до распада СССР.
На всех этапах розыгрыша Кубка СССР соревнования проводились по олимпийской системе. Команды играли с соперником по одному разу. В случае ничейного результата назначались два дополнительных тайма по 15 минут. Если и они не приносили победы одной из команд, встреча переигрывалась на следующий день на тех же условиях. Так было в финальных матчах в 1939, 1940 и 1953 годах. Команде-победительнице вручалась хрустальная ваза-кубок. В 1983 году розыгрыши Кубка страны были возобновлены после 29-летнего перерыва.
- Первый этап подразделяется на групповые отборочные соревнования.
  - В ходе групповых соревнований команды разбиваются на две группы по экстерриториальному признаку, в рамках которых проводят по одной игре друг с другом. По шесть лучших команд из каждой группы напрямую выходят во второй этап.
  - В ходе отборочных соревнований не вышедшие напрямую во второй этап команды каждой группы групповых соревнований переразбиваются на две группы по территориальному признаку, в рамках которых проводят по одной игре друг с другом. Две лучших команды каждой группы выходят во второй этап.
- Во втором этапе команды разбиваются на четыре группы в рамках которых проводят по одной игре друг с другом. Две лучших команды каждой группы выходят в третий этап.
- Третий этап проводится по системе «плей-офф», начиная с ¼ финала. Вышедшие в этот этап восемь команд по итогам жеребьевки составляют четыре четвертьфинальные пары, победители игры в парах выходят в полуфинал, а между победителями полуфиналов в финальном мачте разыгрывается Кубок России.

Также проводится розыгрыш Кубка России среди женских команд.

## Особенности розыгрыша Кубка России
- в играх на Кубок России, как правило, участвуют только команды высшей лиги;
- начиная с 2005 года (осень) розыгрыш Кубка России предваряет игры чемпионата России (обладатель Кубка определяется еще до начала регулярного чемпионата). Ранее начальные этапы розыгрыша Кубка проводились до начала чемпионата, а финальный этап — по его завершении. Изменение сетки проведения игр на Кубок России подтвердило «табель о рангах» в современном российском хоккее с мячом, в котором титул чемпиона России всё же является более престижным, чем титул обладателя Кубка России;[источник не указан 5182 дня]
- с розыгрыша Кубка России 1997/1998 вплоть до весеннего розыгрыша Кубка России 2005 года в рамках соревнований проводился матч за третье место. Со следующего, осеннего розыгрыша 2005 года, матчи за третье место исключены из регламента Кубка, но возобновлены в розыгрыше 2007 года вплоть до розыгрыша Кубка России 2009 года.

## Все финалы Кубка СССР(1992 год — Кубок СНГ)
| Дата                  | Победитель                 | Счёт              | Финалист                                                         | Город       |
| --------------------- | -------------------------- | ----------------- | ---------------------------------------------------------------- | ----------- |
| 06.03.1937            | «Динамо» (Москва)          | 8:1               | ГОЛИФК (Ленинград)                                               | Москва      |
| 01.03.1938            | «Динамо» (Москва) (2)      | 5:0               | «Локомотив» (Москва)                                             | Москва      |
| 01.03.1939 04.03.1939 | ЦДКА                       | 1:1 2:1           | «Авангард» (Ленинград)                                           | Москва      |
| 01.03.1940 02.03.1940 | «Динамо» (Москва) (3)      | 1:1 1:0           | «Буревестник» (Москва)                                           | Москва      |
| 02.03.1941            | «Динамо» (Москва) (4)      | 6:2               | «Буревестник» (Москва)                                           | Москва      |
| 25.02.1945            | ЦДКА (2)                   | 2:1               | «Авиаучилище» (Москва)                                           | Москва      |
| 24.02.1946            | ЦДКА (3)                   | 2:0               | «Крылья Советов» (Москва)                                        | Москва      |
| 25.02.1947            | «Динамо» (Москва) (5)      | 4:1               | «Динамо» (Ленинград)                                             | Москва      |
| 29.02.1948            | «Динамо» (Москва) (6)      | 4:0               | «Спартак» (Москва)                                               | Москва      |
| 20.02.1949            | «Динамо» (Москва) (7)      | 4:0               | «Метрострой» (Москва)                                            | Москва      |
| 26.02.1950            | «Динамо» (Москва) (8)      | 1:0               | «Трактор» (Красноярск)                                           | Москва      |
| 18.02.1951            | «Динамо» (Москва) (9)      | 2:1               | КВИФК им. Ленина (Ленинград)                                     | Москва      |
| 02.03.1952            | «Динамо» (Москва) (10)     | 2:1               | КВИФК им. Ленина (Ленинград)                                     | Москва      |
| 01.03.1953 02.03.1953 | «Динамо» (Москва) (11)     | 1:1 2:1           | ОДО (Свердловск)                                                 | Москва      |
| 07.03.1954            | «Динамо» (Москва) (12)     | 2:1               | ОДО (Хабаровск)                                                  | Москва      |
| 26.03.1983 27.03.1983 | «Старт» (Горький)          | турнир 4-х команд | «Зоркий» (Красногорск) «Енисей» (Красноярск) «Динамо» (Алма-Ата) | Москва      |
| 24.03.1984            | «Енисей» (Красноярск)      | 6:5               | «Динамо» (Алма-Ата)                                              | Москва      |
| 24.03.1985            | «Зоркий» (Красногорск)     | 3:2 д.в.          | «Енисей» (Красноярск)                                            | Мурманск    |
| 23.03.1986            | «Зоркий» (Красногорск) (2) | 5:4               | «Старт» (Горький)                                                | Мурманск    |
| 22.03.1987            | «Динамо» (Москва) (13)     | 4:3               | «Водник» (Архангельск)                                           | Мурманск    |
| 20.03.1988            | СКА (Хабаровск)            | 8:4               | «Динамо» (Москва)                                                | Сыктывкар   |
| 19.03.1989            | «Зоркий» (Красногорск) (3) | 3:1               | «Динамо» (Москва)                                                | Сыктывкар   |
| 18.03.1990            | «Зоркий» (Красногорск) (4) | 3:1               | «Енисей» (Красноярск)                                            | Сыктывкар   |
| 02.03.1991            | «Зоркий» (Красногорск) (5) | 7:6               | «Динамо» (Москва)                                                | Киров       |
| 18.03.1992            | «Водник» (Архангельск)     | 9:2               | «Енисей» (Красноярск)                                            | Архангельск |

## Все финалы Кубка России

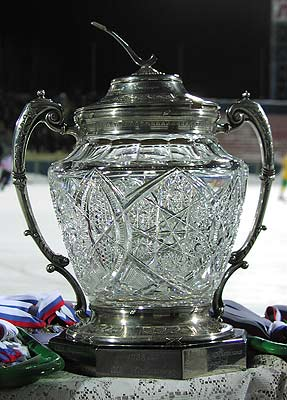
Кубок России

| Дата       | Победитель                     | Счёт     | Финалист                   | Город       |
| ---------- | ------------------------------ | -------- | -------------------------- | ----------- |
| 31.03.1993 | «Зоркий» (Красногорск)         | 2:1      | «Водник» (Архангельск)     | Архангельск |
| 27.03.1994 | «Водник» (Архангельск)         | 9:4      | «Сибсельмаш» (Новосибирск) | Архангельск |
| 26.03.1995 | «Водник» (Архангельск) (2)     | 6:5      | СКА (Екатеринбург)         | Архангельск |
| 26.03.1996 | «Водник» (Архангельск) (3)     | 8:3      | «Сибсельмаш» (Новосибирск) | Архангельск |
| 23.03.1997 | «Енисей» (Красноярск)          | 5:4 д.в. | «Водник» (Архангельск)     | Красноярск  |
| 22.03.1998 | «Енисей» (Красноярск) (2)      | 4:2      | «Старт» (Нижний Новгород)  | Красноярск  |
| 21.03.1999 | «Енисей» (Красноярск) (3)      | 6:1      | «Водник» (Архангельск)     | Красноярск  |
| 19.03.2000 | «Водник» (Архангельск) (4)     | 8:2      | «Волга» (Ульяновск)        | Архангельск |
| 10.03.2001 | «Кузбасс» (Кемерово)           | 3:1      | «Водник» (Архангельск)     | Кемерово    |
| 17.03.2002 | СКА-Нефтяник (Хабаровск)       | 6:1      | «Ракета» (Казань)          | Казань      |
| 10.03.2003 | «Кузбасс» (Кемерово) (2)       | 5:1      | СКА-Нефтяник (Хабаровск)   | Кемерово    |
| 21.03.2004 | «СКА-Нефтяник» (Хабаровск) (2) | 5:3      | «Енисей» (Красноярск)      | Кемерово    |
| 20.03.2005 | «Водник» (Архангельск) (5)     | 13:5     | «Кузбасс» (Кемерово)       | Архангельск |
| 10.11.2005 | «Динамо» (Москва)              | 14:4     | «Байкал-Энергия» (Иркутск) | Москва      |
| 07.11.2006 | «Динамо» (Москва) (2)          | 8:4      | «Зоркий» (Красногорск)     | Москва      |
| 05.11.2007 | «Кузбасс» (Кемерово) (3)       | 7:4      | «Зоркий» (Красногорск)     | Кемерово    |
| 11.11.2008 | «Динамо» (Москва) (3)          | 7:4      | «Енисей» (Красноярск)      | Москва      |
| 10.11.2009 | «Динамо-Казань» (Казань)       | 2:0      | «Енисей» (Красноярск)      | Казань      |
| 02.04.2011 | «Динамо» (Москва) (4)          | 6:5      | «Зоркий» (Красногорск)     | Казань      |
| 04.11.2011 | «Динамо» (Москва) (5)          | 8:2      | «Динамо-Казань» (Казань)   | Москва      |
| 04.11.2012 | «Динамо» (Москва) (6)          | 5:4      | «Зоркий» (Красногорск)     | Красногорск |
| 04.11.2013 | «Динамо-Казань» (Казань) (2)   | 3:0      | «Сибсельмаш» (Новосибирск) | Новосибирск |
| 04.11.2014 | «СКА-Нефтяник» (Хабаровск) (3) | 5:3      | «Енисей» (Красноярск)      | Хабаровск   |
| 31.10.2015 | «Байкал-Энергия» (Иркутск)     | 10:4     | «СКА-Нефтяник» (Хабаровск) | Иркутск     |
| 29.10.2016 | «СКА-Нефтяник» (Хабаровск) (4) | 7:1      | «Енисей» (Красноярск)      | Москва      |
| 28.10.2017 | «СКА-Нефтяник» (Хабаровск) (5) | 4:0      | «Енисей» (Красноярск)      | Хабаровск   |
| 03.12.2018 | «СКА-Нефтяник» (Хабаровск) (6) | 3:1      | «Динамо» (Москва)          | Сыктывкар   |
| 03.11.2019 | «Динамо» (Москва) (7)          | 4:2      | «Водник» (Архангельск)     | Москва      |
| 11.10.2020 | «Динамо» (Москва) (8)          | 5:1      | «СКА-Нефтяник» (Хабаровск) | Ульяновск   |
| 03.10.2021 | «Динамо» (Москва) (9)          | 7:5      | «Водник» (Архангельск)     | Иркутск     |
| 18.09.2022 | «СКА-Нефтяник» (Хабаровск) (7) | 10:5     | «Енисей» (Красноярск)      | Хабаровск   |
| 24.09.2023 | «Кузбасс» (Кемерово) (4)       | 6:5      | «Динамо» (Москва)          | Кемерово    |
| 06.10.2024 | «Кузбасс» (Кемерово) (5)       | 5:2      | «Водник» (Архангельск)     | Кемерово    |

## Результаты в финалах по клубам (Кубок СССР/СНГ)
| Клуб                         | Победитель | Годы                                                                         | Финалист | Годы             |
| ---------------------------- | ---------- | ---------------------------------------------------------------------------- | -------- | ---------------- |
| «Динамо» (Москва)            | 13         | 1937, 1938, 1940, 1941, 1947, 1948, 1949, 1950, 1951, 1952, 1953, 1954, 1987 | 3        | 1988, 1989, 1991 |
| «Зоркий» (Красногорск)       | 5          | 1985, 1986, 1989, 1990, 1991                                                 | 1        | 1983             |
| ЦДКА                         | 3          | 1939, 1945, 1946                                                             | 0        |                  |
| «Енисей» (Красноярск)        | 1          | 1984                                                                         | 3        | 1985, 1990, 1992 |
| «Старт» (Горький)            | 1          | 1983                                                                         | 1        | 1986             |
| СКА (Хабаровск)              | 1          | 1988                                                                         | 1        | 1954             |
| «Водник» (Архангельск)       | 1          | 1992                                                                         | 1        | 1987             |
| «Буревестник» (Москва)       | —          | —                                                                            | 2        | 1940, 1941       |
| КВИФК им. Ленина (Ленинград) | —          | —                                                                            | 2        | 1951, 1952       |
| ГОЛИФК (Ленинград)           | —          | —                                                                            | 1        | 1937             |
| «Локомотив» (Москва)         | —          | —                                                                            | 1        | 1938             |
| «Авангард» (Ленинград)       | —          | —                                                                            | 1        | 1939             |
| «Авиаучилище» (Москва)       | —          | —                                                                            | 1        | 1945             |
| «Крылья Советов» (Москва)    | —          | —                                                                            | 1        | 1946             |
| «Динамо» (Ленинград)         | —          | —                                                                            | 1        | 1947             |
| «Спартак» (Москва)           | —          | —                                                                            | 1        | 1948             |
| «Метрострой» (Москва)        | —          | —                                                                            | 1        | 1949             |
| «Трактор» (Красноярск)       | —          | —                                                                            | 1        | 1950             |
| ОДО (Свердловск)             | —          | —                                                                            | 1        | 1953             |
| «Динамо» (Алма-Ата)          | —          | —                                                                            | 1        | 1984             |

## Результаты в финалах по клубам (Кубок России)
| Клуб                       | Победитель | Годы                                                             | Финалист | Годы                                     |
| -------------------------- | ---------- | ---------------------------------------------------------------- | -------- | ---------------------------------------- |
| «Динамо» (Москва)          | 9          | 2005 (о), 2006, 2008, 2011 (в), 2011 (о), 2012, 2019, 2020, 2021 | 2        | 2018, 2023                               |
| СКА (Хабаровск)            | 7          | 2002, 2004, 2014, 2016, 2017, 2018, 2022                         | 3        | 2003, 2015, 2020                         |
| «Водник» (Архангельск)     | 5          | 1994, 1995, 1996, 2000, 2005 (в)                                 | 7        | 1993, 1997, 1999, 2001, 2019, 2021, 2024 |
| «Кузбасс» (Кемерово)       | 5          | 2001, 2003, 2007, 2023, 2024                                     | 1        | 2005 (в)                                 |
| «Енисей» (Красноярск)      | 3          | 1997, 1998, 1999                                                 | 7        | 2004, 2008, 2009, 2014, 2016, 2017, 2022 |
| «Ак Барс-Динамо» (Казань)  | 2          | 2009, 2013                                                       | 2        | 2002, 2011 (о)                           |
| «Зоркий» (Красногорск)     | 1          | 1993                                                             | 4        | 2006, 2007, 2011 (в), 2012               |
| «Байкал-Энергия» (Иркутск) | 1          | 2015                                                             | 1        | 2005 (о)                                 |
| «Сибсельмаш» (Новосибирск) | —          | —                                                                | 3        | 1994, 1996, 2013                         |
| СКА (Екатеринбург)         | —          | —                                                                | 1        | 1995                                     |
| «Старт» (Нижний Новгород)  | —          | —                                                                | 1        | 1998                                     |
| «Волга» (Ульяновск)        | —          | —                                                                | 1        | 2000                                     |